# Аршты
Аршты (ингуш. Аьрште, чечен. Аьршта) — село в Сунженском районе Республики Ингушетия.
Образует муниципальное образование сельское поселение Аршты как единственный населённый пункт в его составе.

## География
Село расположено на левом берегу реки Арштынка, чуть выше её впадения в Фаэтонку, в 20 км к югу от районного центра — города Сунжи и в 26 км к востоку от столицы республики — города Магаса.
Ближайшие населённые пункты: на севере — село Чемульга, на северо-востоке — село Бамут и на юго-западе — хутор Акати.

## История
Во второй половине XVIII века (1770-е гг.) немецкий исследователь И. А. Гюльденштедт указывает Аршты в округе Карабулак.
В результате выселения орстхойцев в Турцию в 1865 году, в том числе в село Аршты, началось интенсивное переселение малхистинцев и майстинцев.
С 1924 года село Аршты вместе с соседним Бамутом находились в составе Ингушской автономной области. В 1941 году Д. Д. Мальсагов писал, что жители сёл Верхние и Нижние Аршты говорят на галанчожском диалекте.
В 1944 году после депортации чеченцев и ингушей и упразднения Чечено-Ингушской АССР селение Аршты было переименовано в Дубравино.
После восстановления Чечено-Ингушской АССР в 1958 году населённому пункту было возвращено его прежнее название.
В ходе первой чеченской войны 22 февраля 1996 года у селения Аршты произошли боестолкновения.

## Население
| 1926  | 2002  | 2006  | 2007  | 2008  | 2009  | 2010  |
| ----- | ----- | ----- | ----- | ----- | ----- | ----- |
| 550   | ↗2269 | ↗2355 | ↗2377 | ↗2402 | ↗2438 | ↘1347 |
| 2011  | 2012  | 2013  | 2014  | 2015  | 2016  | 2017  |
| ↗1349 | ↗1369 | ↗1371 | ↗1395 | ↘1383 | ↗1413 | ↗1424 |
| 2018  | 2019  | 2020  | 2021  | 2023  | 2024  | 2025  |
| ↗1444 | ↗1462 | ↗1477 | ↘1473 | ↗1489 | ↗1503 | ↗1515 |

Национальный состав
По данным переписи населения СССР 1926 года численность населения села Верхние Аршты составляла 303 человека (все ингуши), а численность населения села Нижние Аршты — 550 человек (из них 546 — ингуши).
По данным Всероссийской переписи населения 2010 года:
| № | Национальность            | Численность, чел. | Доля    |
| - | ------------------------- | ----------------- | ------- |
| 1 | чеченцы                   | 1330              | 98,74 % |
| 2 | ингуши                    | 10                | 0,74 %  |
| 3 | не указали национальность | 7                 | 0,52 %  |

## Инфраструктура
В Арштах функционируют средняя школа и фельдшерско-акушерский пункт.